# Moundou
Moundou là thành phố lớn thứ nhì của Cộng hòa Sát, và là thủ phủ của khu vực Logone Occidental.
Thành phố nằm bên sông Logone và có cự ly khoảng 475 km về phía nam của thủ đô N'Djamena. Đây là thành phố chính của người Ngambai. Moundou đã phát triển thành một trung tâm công nghiệp, nhà máy bia Gala, trong đó sản xuất bia phổ biến nhất của Tchad và các ngành công nghiệp bông và dầu.
Moundou nằm trên một trong những con đường chính ở miền Nam Tchad. Con đường chạy từ Léré trên biên giới với Cameroon, qua Pala, Kelo, Moundou, Doba, Koumra, và Sarh. Thành phố có sân bay Moundou, với một đường băng.

## Lịch sử
Thành phố được thành lập vào ngày 8 tháng 11 năm 1923 bởi trung sĩ Joseph-François Reste, toàn quyền tương lai của Châu Phi Xích đạo thuộc Pháp. Ông đã quyết định thành lập một đồn quân sự tại đây.

## Địa lý

### Khí hậu
Moundou có khí hậu xavan (phân loại khí hậu Köppen Aw).
| Dữ liệu khí hậu của Moundou              | Dữ liệu khí hậu của Moundou | Dữ liệu khí hậu của Moundou | Dữ liệu khí hậu của Moundou | Dữ liệu khí hậu của Moundou | Dữ liệu khí hậu của Moundou | Dữ liệu khí hậu của Moundou | Dữ liệu khí hậu của Moundou | Dữ liệu khí hậu của Moundou | Dữ liệu khí hậu của Moundou | Dữ liệu khí hậu của Moundou | Dữ liệu khí hậu của Moundou | Dữ liệu khí hậu của Moundou | Dữ liệu khí hậu của Moundou |
| Tháng                                    | 1                           | 2                           | 3                           | 4                           | 5                           | 6                           | 7                           | 8                           | 9                           | 10                          | 11                          | 12                          | Năm                         |
| ---------------------------------------- | --------------------------- | --------------------------- | --------------------------- | --------------------------- | --------------------------- | --------------------------- | --------------------------- | --------------------------- | --------------------------- | --------------------------- | --------------------------- | --------------------------- | --------------------------- |
| Trung bình ngày tối đa °C (°F)           | 34.1 (93.4)                 | 36.7 (98.1)                 | 38.6 (101.5)                | 38.0 (100.4)                | 35.7 (96.3)                 | 32.3 (90.1)                 | 30.2 (86.4)                 | 29.8 (85.6)                 | 30.7 (87.3)                 | 33.1 (91.6)                 | 35.1 (95.2)                 | 34.2 (93.6)                 | 34.0 (93.2)                 |
| Tối thiểu trung bình ngày °C (°F)        | 15.1 (59.2)                 | 18.3 (64.9)                 | 22.5 (72.5)                 | 24.2 (75.6)                 | 23.5 (74.3)                 | 22.1 (71.8)                 | 21.2 (70.2)                 | 21.0 (69.8)                 | 20.8 (69.4)                 | 21.0 (69.8)                 | 17.4 (63.3)                 | 14.6 (58.3)                 | 20.1 (68.2)                 |
| Lượng Giáng thủy trung bình mm (inches)  | 0.0 (0.0)                   | 0.2 (0.01)                  | 4.6 (0.18)                  | 39.2 (1.54)                 | 89.8 (3.54)                 | 147.7 (5.81)                | 257.8 (10.15)               | 284.8 (11.21)               | 200.1 (7.88)                | 57.1 (2.25)                 | 1.5 (0.06)                  | 0.0 (0.0)                   | 1.082,8 (42.63)             |
| Số ngày giáng thủy trung bình (≥ 0.1 mm) | 0                           | 1                           | 2                           | 5                           | 9                           | 12                          | 15                          | 19                          | 13                          | 7                           | 2                           | 0                           | 85                          |
| Độ ẩm tương đối trung bình (%)           | 36                          | 28                          | 31                          | 50                          | 63                          | 73                          | 80                          | 81                          | 78                          | 73                          | 56                          | 45                          | 58                          |
| Số giờ nắng trung bình tháng             | 279.0                       | 249.2                       | 248.0                       | 234.0                       | 241.8                       | 210.0                       | 182.9                       | 170.5                       | 186.0                       | 235.6                       | 282.0                       | 291.4                       | 2.810,4                     |
| Số giờ nắng trung bình ngày              | 9.0                         | 8.9                         | 8.0                         | 7.8                         | 7.8                         | 7.0                         | 5.9                         | 5.5                         | 6.2                         | 7.6                         | 9.4                         | 9.4                         | 7.7                         |
| Nguồn 1: Tổ chức Khí tượng Thế giới      |                             |                             |                             |                             |                             |                             |                             |                             |                             |                             |                             |                             |                             |
| Nguồn 2: NOAA                            |                             |                             |                             |                             |                             |                             |                             |                             |                             |                             |                             |                             |                             |

## Nhân khẩu
| Năm  | Dân số  |
| ---- | ------- |
| 1993 | 99.530  |
| 2008 | 142.462 |

## Giáo dục
Thành phố có một trường đại học công lập. Các cơ sở giáo dục khác bao gồm Trường Truyền giáo Gary, Trường Trung học Phổ thông Adoum d'Allah và Trường Trung học Kỹ thuật Thương mại Moundou.

## Đô thị kết nghĩa
Moundou kết nghĩa với:
- Poitiers, Pháp[13][14]